# Håbo landskommun
Håbo landskommun var en tidigare kommun i Uppsala län.

## Administrativ historik
Kommunen bildades vid kommunreformen 1952 genom sammanläggning av de tidigare kommunerna Häggeby, Kalmar, Skokloster, Yttergran och Övergran. Samtliga dessa tillhörde Håbo härad, vilket fick ge namn åt den nya kommunen.
Kommunen ägde bestånd fram till 1971 då den ombildades till Håbo kommun.
Kommunen hade inget vapen.

### Kyrklig tillhörighet
I kyrkligt hänseende tillhörde kommunen församlingarna Häggeby, Kalmar, Skokloster, Yttergran och Övergran.

## Geografi
Håbo landskommun omfattade den 1 januari 1952 en areal av 137,69 km², varav 137,51 km² land. Efter nymätningar och arealberäkningar färdiga den 1 januari 1956 omfattade landskommunen den 1 november 1960 (enligt indelningen den 1 januari 1961) en areal av 140,34 km², varav 140,04 km² land.

### Tätorter i kommunen 1960
I Håbo kommun fanns tätorten Bålsta, som hade 1 406 invånare den 1 november 1960. Tätortsgraden i kommunen var då 49,8 procent.

## Politik

### Mandatfördelning i valen 1950–1966
| 18 | 6 | 8 | 3 |

| 31 |

| 17 | 6 | 7 | 5 |

| 29 | 6 |

| 17 | 7 | 5 | 6 |

| 30 | 5 |

| 19 | 6 | 6 | 4 |

| 29 | 6 |

|  | 16 | 7 | 6 | 5 |

| 28 | 7 |